# Johann Gregor Fuchs

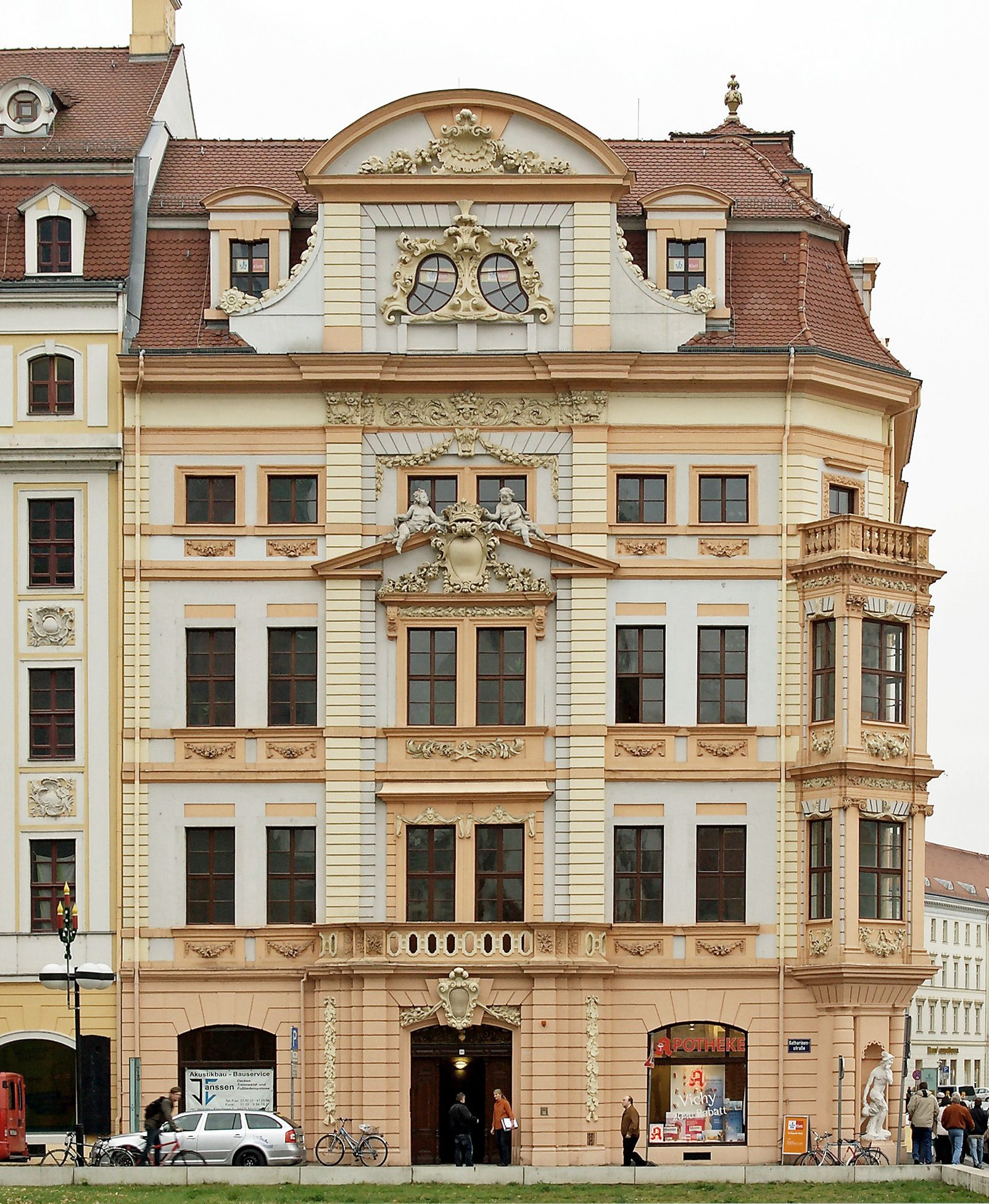
Das von Fuchs vollständig neu erbaute Romanushaus in Leipzig, Ostseite (1701–1704)

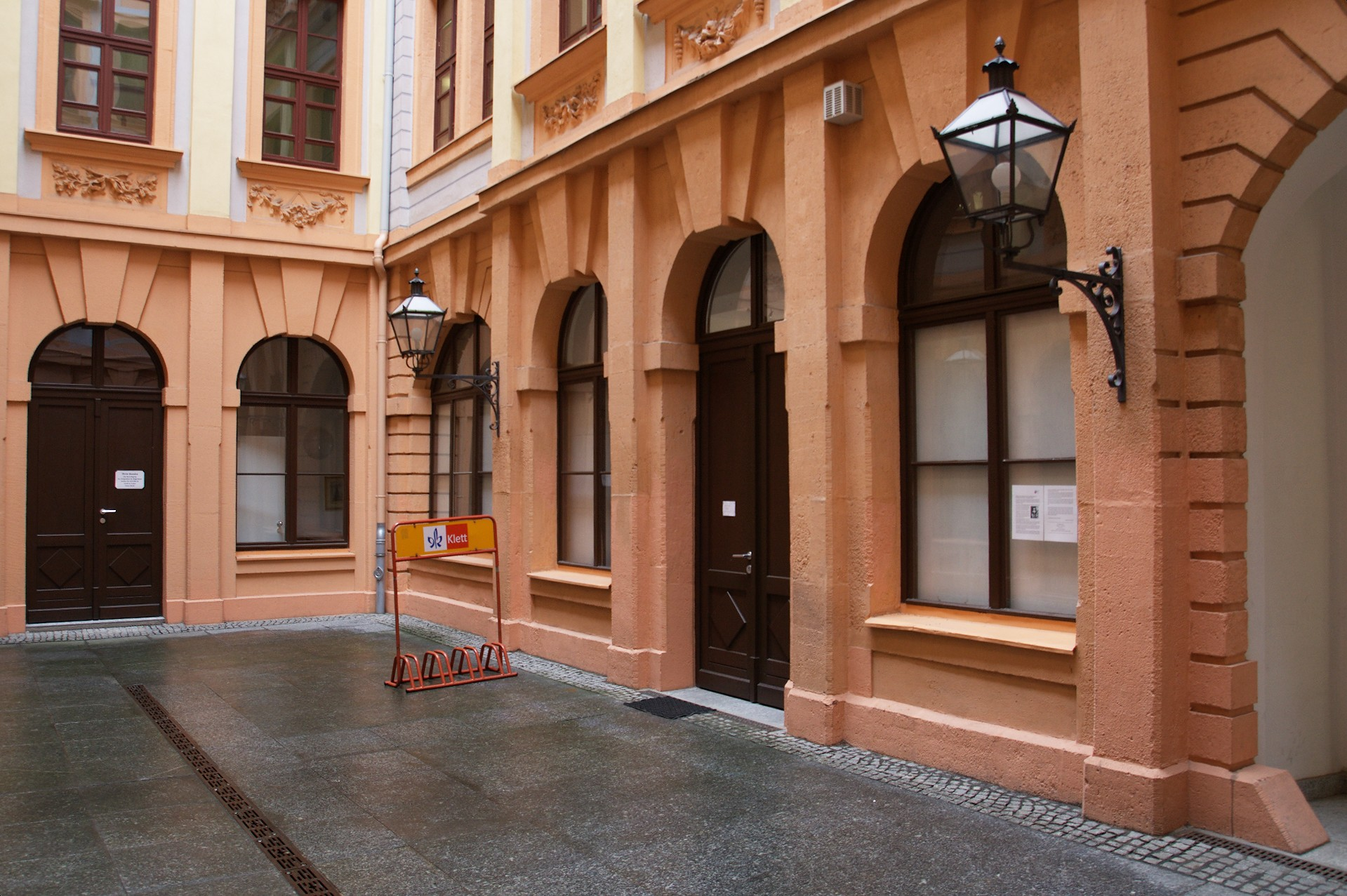
Fassadengliederung im Innenhof des Romanushauses

Johann Gregor Fuchs (* 1650 in Ortrand; † 16. August 1715 in Leipzig) gehörte zu den großen sächsischen Architekten und Baumeistern des Barocks. Er schuf zwischen 1700 und 1715 mehrere prächtige Bürgerhäuser in Leipzig.

## Wirken
Johann Gregor Fuchs, der vermutlich seine bauhandwerkliche Ausbildung in Dresden erhielt und am 13. März 1679 Bürger dieser Stadt wurde, stieg 1692 zum sächsischen Hofbaumeister und Landwerkmeister auf. Zeitlebens profitierte Fuchs von den guten Beziehungen zum Dresdner Hof und seinem Netzwerk zu dort wirkenden Handwerkern, Baumeistern und Architekten, wie zum Beispiel Matthäus Daniel Pöppelmann, dem er nicht nur beruflich, sondern auch freundschaftlich verbunden war. Sein Stil hat Berührungspunkte mit den Gestaltungsvorlieben des kursächsischen Hofbaumeisters Michael Plancke und des Dresdener Ratsbaumeisters Johann Christian Fehre.
Am 6. Dezember 1700 wurde der sächsische Hofbaumeister vom Rat der Stadt Leipzig zum Ratsmaurermeister gewählt. Diese Wahl entsprach dem Wunsch des Kurfürsten, der 1701 auch die Wahl seines Günstlings Franz Conrad Romanus zum Leipziger Bürgermeister durchsetzte, um mit diesen Einmischungen in Leipziger Angelegenheiten seinen Einfluss dort zu verstärken. August der Starke beabsichtigte außerdem, die Stadtbilder seiner sächsischen und polnischen Residenzen beziehungsweise Nebenresidenzen nach dem Vorbild Dresdens zu gestalten und dies führte zum Beispiel 1703 zur Berufung von Marcus Conrad Dietze zum Landbaumeister Polens und zur oben genannten Wahl Fuchses zum Leipziger Ratsmaurermeister.

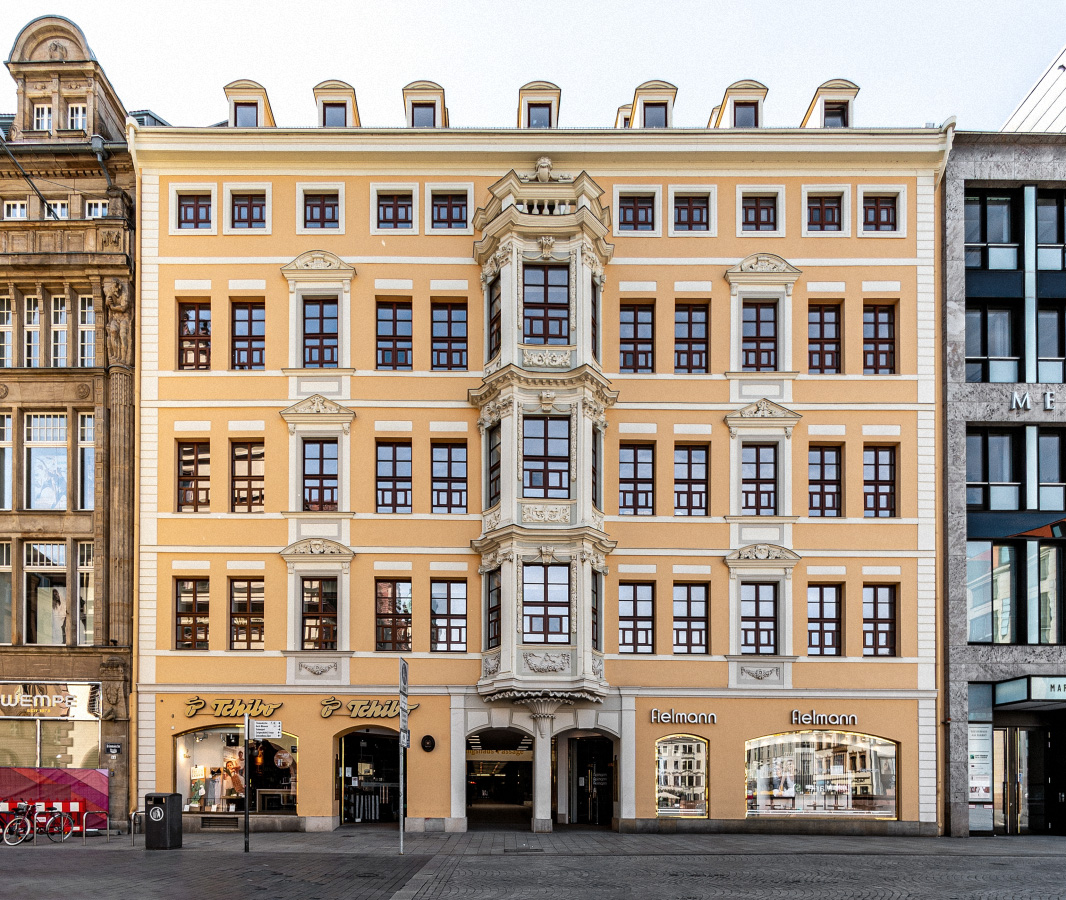
Apels Haus bzw. Königshaus am Leipziger Markt (1705–1707)

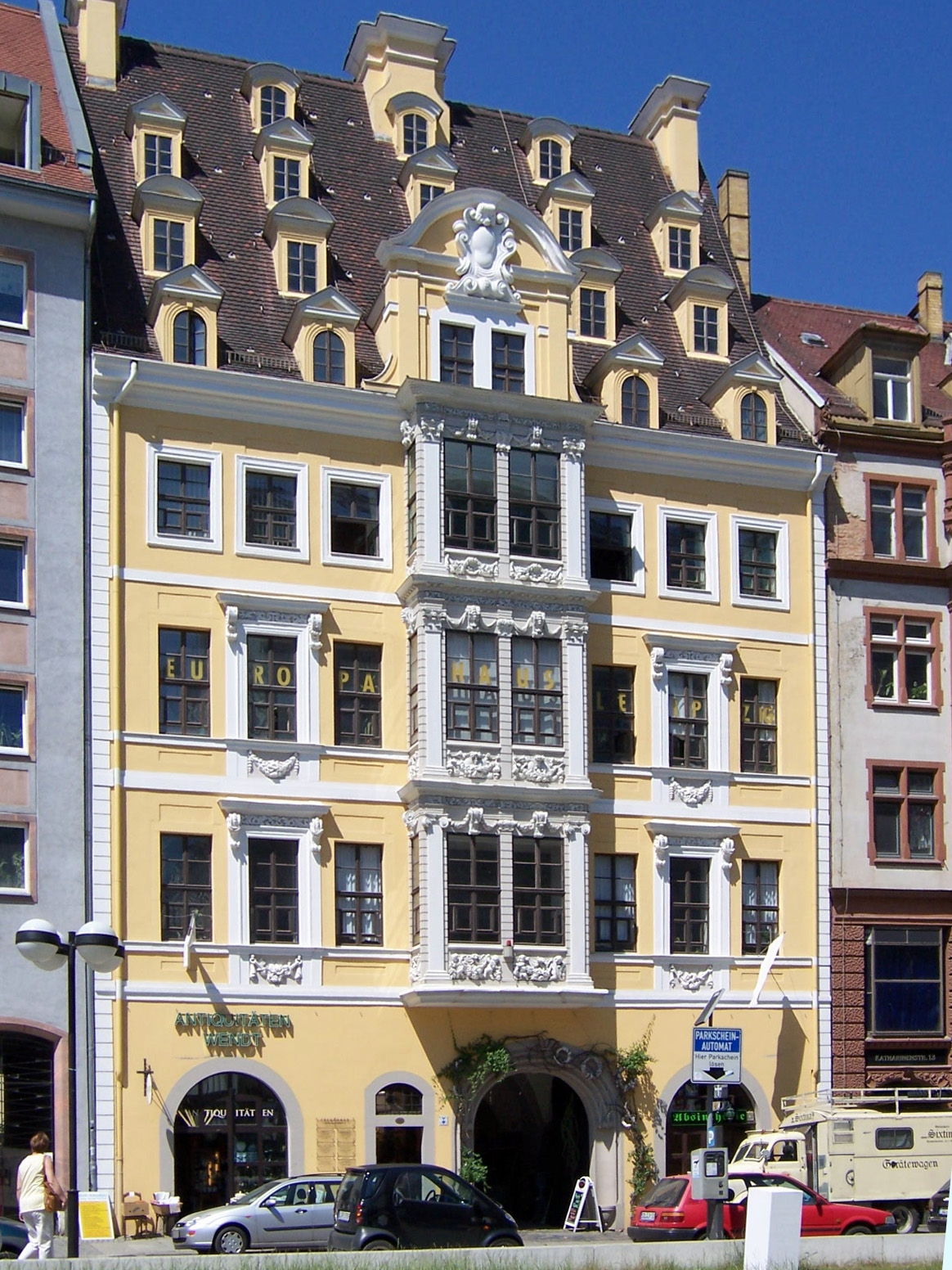
Die von Fuchs neugestaltete Fassade des Fregehaus in Leipzig (1706 bis 1707)

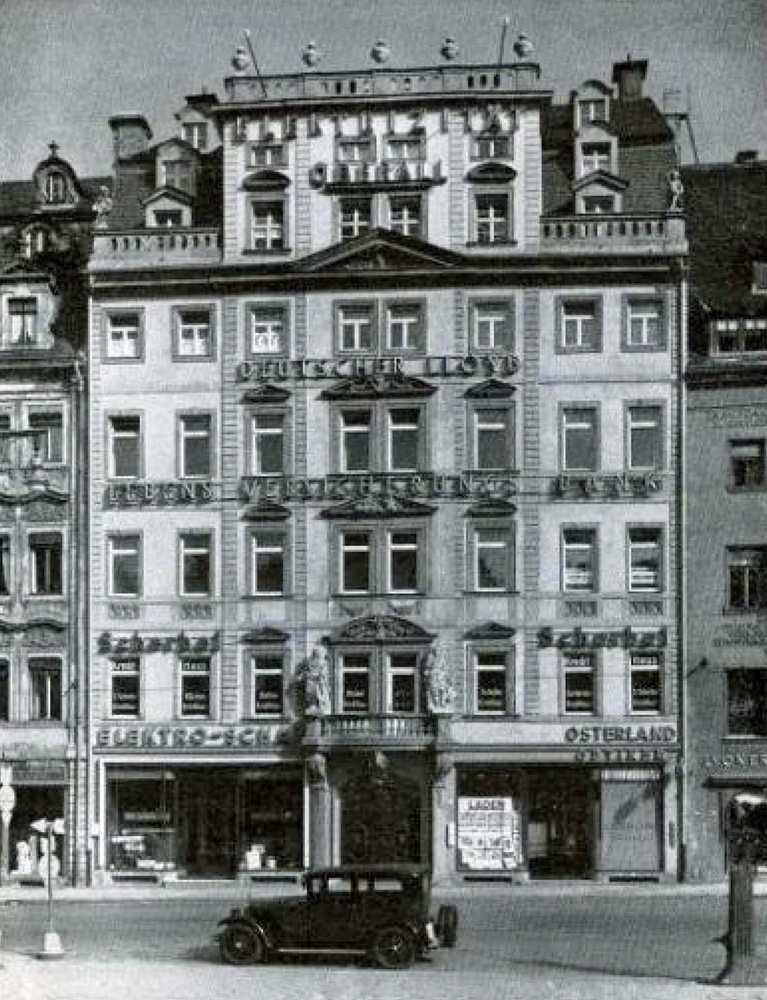
Jöchers Haus (1707), Foto von 1930, das Haus wurde im Zweiten Weltkrieg zerstört

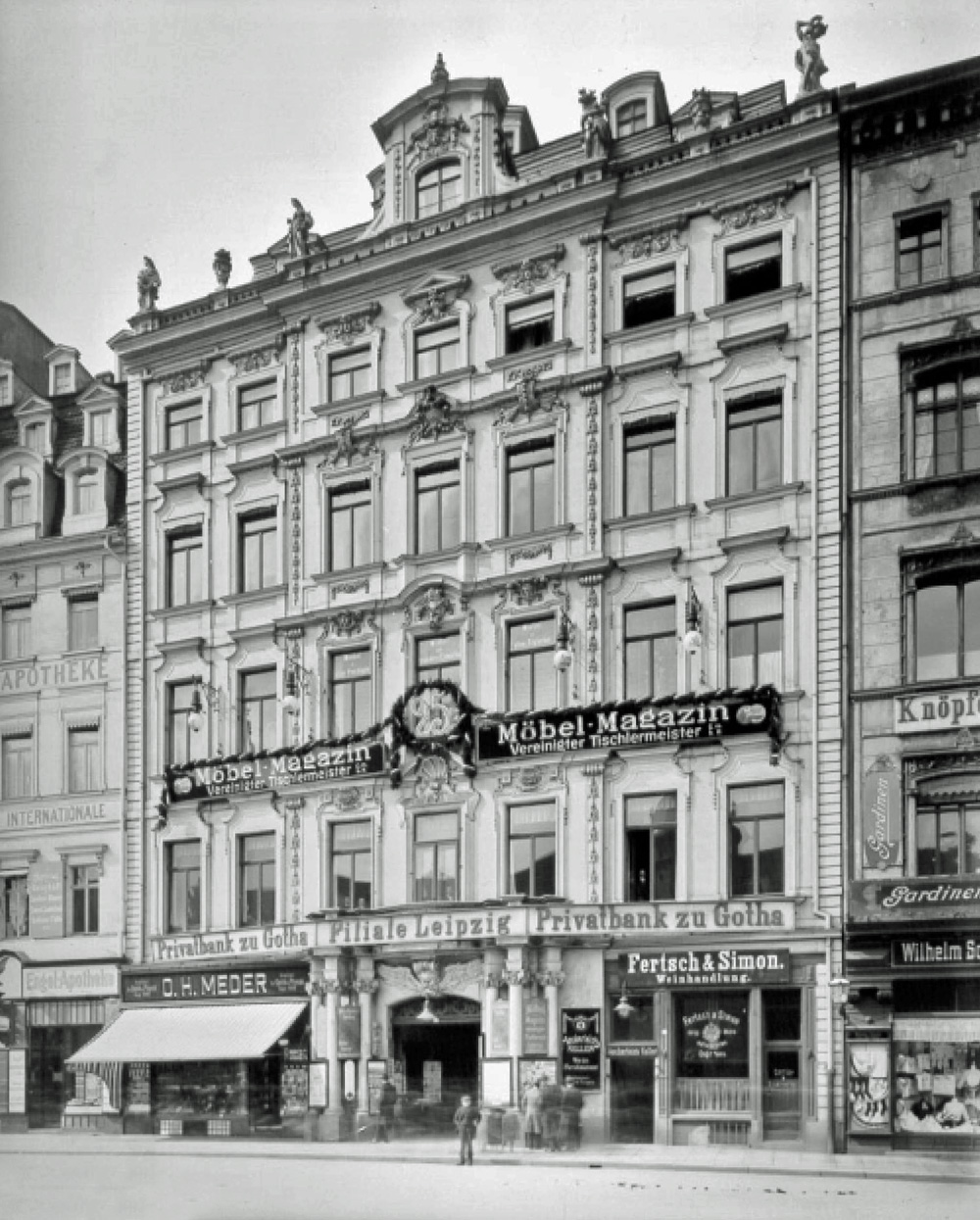
Ab 1709 erbaute Fassade von Aeckerleins Hof am Leipziger Markt (zerstört)

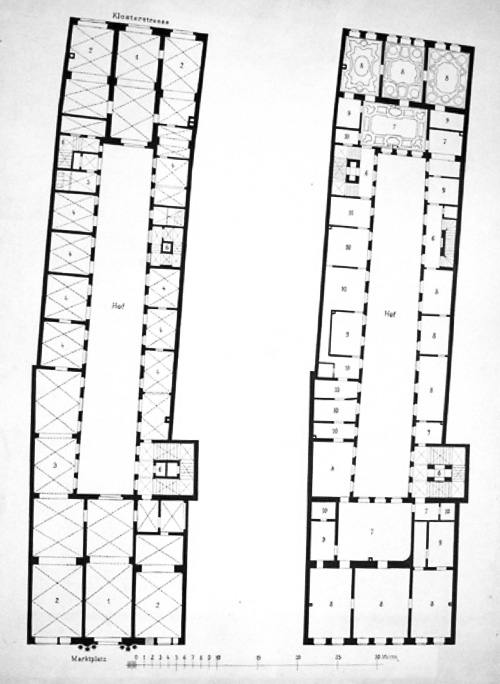
Grundriss des 1709 bis 1711 erbauten Aeckerleins Hof als Durchhaus

1701 zog Gregor Fuchs nach Leipzig. Die Maurerinnung lehnte den neuen, vom Kurfürsten protegierten, Ratsmaurermeister ab und verweigerte ihm zunächst die Aufnahme. Die Leipziger Rats- und Kaufherren hielten vorerst die Vergabe der Bauaufträge zurück, nur der neue, ebenfalls vom Kurfürsten begünstigte Bürgermeister Romanus beauftragte den aus Dresden kommenden Ratsmaurermeister mit dem Bau eines repräsentativen Stadtpalais, das dieser dann innerhalb von drei Jahren auf dem Grundstück der heutigen Katharinenstraße 23 errichtete.
Der Bau des Romanushauses leitete die Blütezeit des bürgerlichen Barock in Leipzig ein.
Gregor Fuchs und die ihm folgenden Architekten und Baumeister Christian Döring, George Werner und Friedrich Seltendorff gestalteten im 18. Jahrhundert die Katharinenstraße zu einer weit über die Stadtgrenzen Leipzigs bekannten Prachtstraße. Die Leipziger Großkaufleute waren mit der Fertigstellung des Romanushauses vom künstlerischen und handwerklichen Potential ihres Ratsmaurermeisters begeistert und beauftragten ihn seitdem mit der Errichtung weiterer, repräsentativer Gebäude, zu denen das Königshaus (1705), das Fregehaus (1706) oder Aeckerleins Hof (1709) zählten.
Johann Gregor Fuchs gelang es mit seinen Leipziger Bauten einen eigenen und bis heute unverkennbaren Stil zu finden. Er verband die nüchterne Rationalität des um 1700 in Leipzig vorherrschenden holländisch-norddeutschen Barock mit dekorativen Ornamenten und prägte damit maßgeblich den Stil der bis 1750 erbauten Bürgerhäuser.
Kurz nach der Fertigstellung des Rohbaus des zweiten Hohmannschen Hauses in der Katharinenstraße 16 verstarb der verdienstvolle Architekt und Baumeister am 16. August 1715 in Leipzig. 1947 beschlossen die Leipziger Stadtväter, eine Straße im Leipziger Ortsteil Crottendorf ihm zu Ehren in „Gregor-Fuchs-Straße“ umzubenennen. Eine Büste von Johann Gregor Fuchs fungiert als Fensterschlussstein im Hof des Romanushauses und ist die einzig erhaltene Darstellung des Leipziger Architekten und Baumeisters.

## Bauwerke (Auswahl)
- in Leipzig

- Bau des Romanushauses, Katharinenstraße 23 (1701–1703)
- barocker Turmabschluss der Thomaskirche (1702, im Zweiten Weltkrieg zerstört, danach wieder aufgebaut)
- Umbau des Königshauses am Markt 17 zur barocken Residenz (1705–1707)
- Umbau des Fregehauses, Katharinenstraße 11 (1706–1707, gemeinsam mit dem Zimmermeister Christian Schmidt)
- Erweiterung von Jöchers Haus Markt 2 (1707)
- Neubau des Bürgerhauses Ritterstraße 6 (1708, gemeinsam mit Christian Schmidt, heute nicht mehr erhalten)
- Neubau des Bürgerhauses Katharinenstraße 3 (1709, gemeinsam Christian Schmidt)
- Bau von Aeckerleins Hof, Markt 11; (1709–1714, gemeinsam Christian Schmidt, im Zweiten Weltkrieg zerstört)
- Erneuerung der Peterskirche; (1710, 1885 abgebrochen)

- außerhalb von Leipzig

- Bau der Dorfkirche Hof bei Stauchitz zwischen Oschatz und Riesa (1692–1697)
- Bau des Bürgerhauses Hauptstraße 22 in Dresden (um 1696)
- Bau des Bürgerhauses Töpfergasse 9 in Dresden (um 1696, 1760 bei einem Brand zerstört)
- Bau des Bürgerhauses Kleine Meißner Gasse 6 in Dresden (vor 1700)
- Bau des Bürgerhauses Wilsdruffer Straße 19 in Dresden (vor 1700)
- Bau des Schlosses Wiederau bei Pegau (um 1705) für David von Fletscher
- Bau des Schlosses Langenleuba-Niederhain im Altenburger Land (um 1707)